# Alexandre Pétion

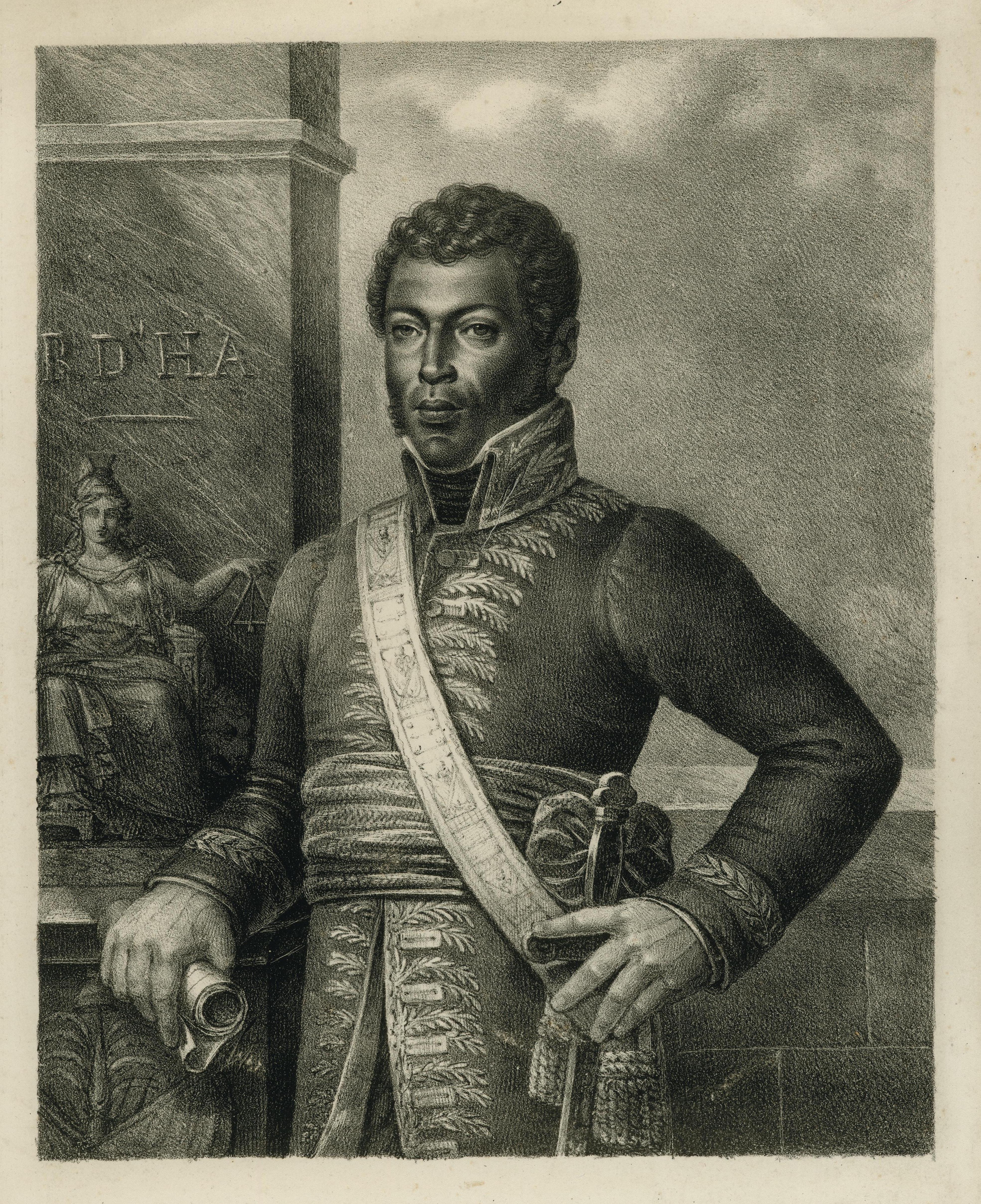
Retrato litográfico de Alexandre Pétion

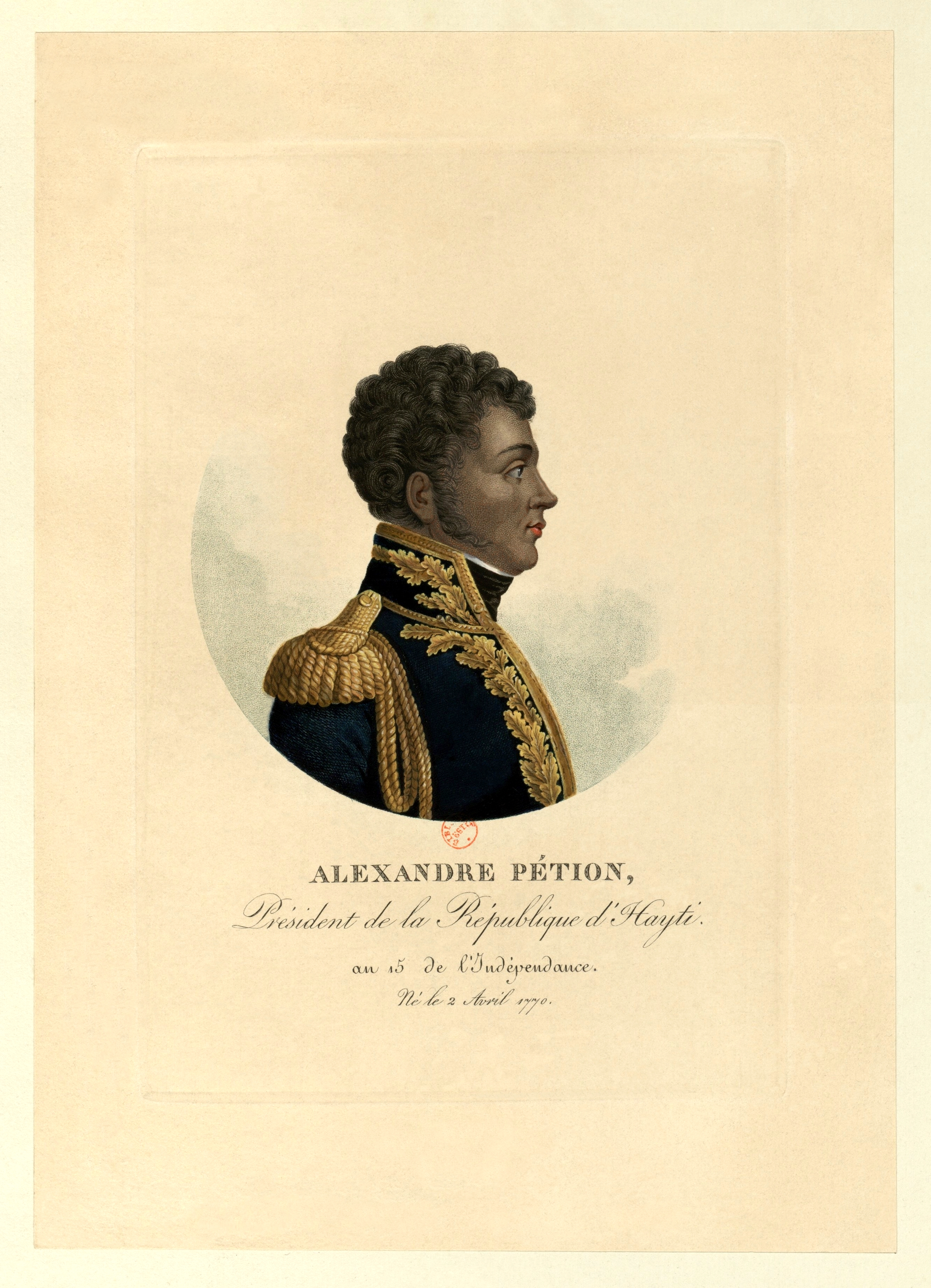
Alexandre Pétion

Alexandre Sabès Pétion (pronunciación en francés: /alɛksɑ̃dʁ sabɛs petjɔ̃/) (Puerto Príncipe, Saint-Domingue, 2 de abril de 1770-Puerto Príncipe, República de Haití, 29 de marzo de 1818) fue un militar y político haitiano. Combatió durante las últimas fases de la Revolución haitiana y fue el primer presidente de la República de Haití entre 1806 y 1818.

## Biografía

### Inicios
Nació en Puerto Príncipe, hijo de un rico colono francés llamado Pascal Sabès y de una dama mulata de condición libre llamada Úrsula. En 1788 fue enviado a Francia para estudiar en la Academia militar de París. Adoptó el seudónimo de Pétion en honor de Pétion de Villeneuve, que fue miembro de la Convención y de la Sociedad de los amigos de los negros. De vuelta a su isla natal, participó entre 1798 y 1799 en la campaña de expulsión de los británicos y de los españoles.

### Lucha
El joven Pétion volvió a Saint-Domingue y tomó partido por André Rigaud, líder de los negros libertos, con Toussaint Louverture durante la Guerra de los Cuchillos que empezó en junio de 1799. Desde noviembre la facción mulata se encontró acorralada en el estratégicamente importante puerto de Jacmel, en la costa meridional. Pétion encabezó la defensa, y Jean Jacques Dessalines dirigió el asalto. La caída de Jacmel en marzo de 1800 puso fin a la revuelta y Pétion, junto con otros franceses negros libres, se exilió a Francia.
En febrero de 1802, Pétion volvió a Saint-Domingue con Rigaud y una armada de 12 000 franceses a las órdenes de Charles-Victor-Emmanuel Leclerc, cuñado de Napoleón Bonaparte. Después de la traición a Toussaint llevada a cabo por Francia, Pétion se incorporó a las fuerzas nacionalistas el 13 de octubre de 1802 ocupando Haut du Cap, y a raíz de la conferencia secreta de Arcahaie, dio su apoyo a Dessalines. El general Clairveaux fue el apoyo principal de Pétion en esos momentos. La fuerza expedicionaria francesa fue derrotada el 18 de noviembre de 1803 en Vertieres y Saint-Domingue se convirtió en una República el 1 de enero de 1804. El 2 de septiembre de 1804, los jefes del ejército designaron a Dessalines como «gobernador general vitalicio» quien el 6 de octubre de 1804 se proclamó emperador.
Pétion se convirtió en el ideólogo del asesinato de Dessalines en octubre de 1806 y, seguidamente, reivindicó la democracia liberal en contra de las intenciones de Henri Christophe. Este, elegido presidente, rompió con el Senado controlado por Pétion y Haití se dividió en dos Estados. El Senado no reconoció a Christophe como presidente y eligió como tal a Pétion. El 27 de enero de 1807 el Senado despojó de todos sus cargos a Christophe, alegando que este no había jurado la presidencia de la República y procedió a elegir como primer presidente de la república a Petión. Luego, una guerra ridícula se desarrolló hasta 1810, período en el cual Christophe controló el norte, feudo tradicional de las facciones negras radicales, en tanto que Pétion lo hizo en el sur.

### Presidente de la República de Haití
Conociendo la aspiración de los campesinos (antiguos esclavos) por convertirse en propietarios, Pétion decidió repartir las plantaciones entre los antiguos colonos y el pueblo. Esta acción fue objeto de gran aceptación popular, y el pueblo lo bautizó como Papá Bon-Kè, o "Papá Buen Corazón". Sin embargo la economía haitiana, basada en la exportación del azúcar y del café, cayó en la autarquía y pasó a ser una agricultura de mera subsistencia.
Luego de vencer a los ejércitos de Inglaterra, España y Francia, en 1815 el líder haitiano dio asilo a Manuel Dorrego e inició contactos con Simón Bolívar, que se encontraba refugiado en Jamaica, deprimido y al borde del suicidio. Petión le ofreció al futuro libertador armas, barcos y soldados para retomar la guerra de independencia en Hispanoamérica. Le planteó y así se lo hizo firmar que a cambio de este apoyo los revolucionarios hispanoamericanos debían decretar la abolición de la esclavitud en América. Bolívar asumió el compromiso y partió al continente con soldados seleccionados por el propio Petión. 
Ya triunfante, y antes de la Entrevista de Guayaquil con el Libertador José de San Martín, Bolívar dijo:

“Perdida Venezuela y la Nueva Granada, la isla de Haití me recibió con hospitalidad: el magnánimo presidente Alexander Petión me prestó su protección y bajo su auspicio formé una expedición de 300 hombres comparables en valor, patriotismo y virtud a los compañeros de Leonidas...”.

Alexandre fue fundador del Liceo Pétion en Puerto Príncipe. Aunque en un principio fue partidario de la democracia constitucional, encontró engorrosas las limitaciones que le impuso el senado. En 1816 se proclamó presidente vitalicio y elaboró para la república haitiana una constitución modelo, estableciendo las bases para el reconocimiento y la independencia de Haití. Pero en 1818, las constantes conspiraciones contra él y contra el gobierno le llevaron a disolver el senado y gobernar como dictador. 
Pétion murió de fiebre amarilla en 1818 y le sucedió su protegido Jean-Pierre Boyer.